# Paddington Tom Jones

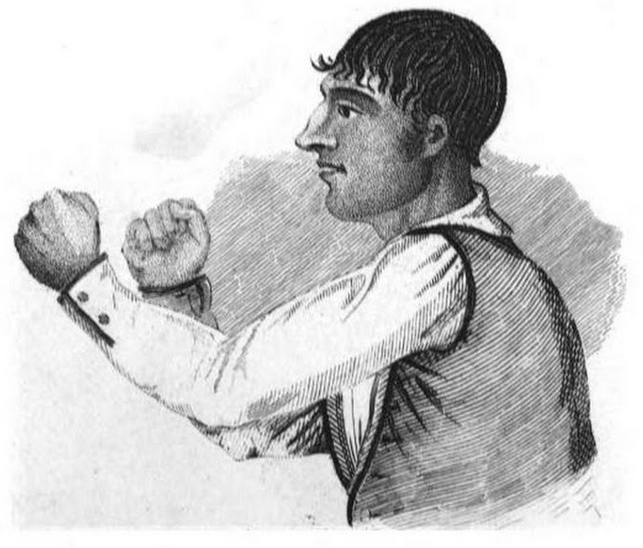
Paddington Tom Jones

Paddington Tom Jones (* 22. April 1769 in Paddington, London, England; † 2. August 1833 ebenda) war ein englischer Boxer in der Bare-knuckle-Ära.
Er wurde berühmt durch einen Kampf gegen seinen Landsmann Jem Belcher im Jahr 1799. Jones fand 2010 Aufnahme in die International Boxing Hall of Fame.